# Erling Nilsen
Erling Nilsen   (Moss, 30 de desembre de 1910 - Moss, 23 d'abril de 1984) va ser un boxejador noruec que va competir durant la dècada de 1930.
El 1936 va prendre part en els Jocs Olímpics d'Estiu de Berlín, on guanyà la medalla de bronze de la categoria del pes pesant del programa de boxa. Va perdre en semifinals contra l'argentí Guillermo Lovell, mentre en el combat per la medalla de bronze guanyà a l'hongarès Ferenc Nagy.
En el seu palmarès també destaca una medalla de bronze al Campionat d'Europa de boxa de 1937 en el pes pesant, així com set campionats noruecs del pes pesant, entre 1932 i 1938 i la Copa del Rei el 1932.